# Cycas szechuanensis
Cycas szechuanensis é uma espécie de cicadófita do género Cycas da família Cycadaceae, nativa do noroeste de Guangxi, sudoeste de Guizhou e este de Yunnan, na China. Esta espécie é cultivada na China e Vietname. Segundo dados de 2010, a população tende a descrescer.